# I Ain't No Quitter
I Ain't No Quitter è un singolo della cantante canadese Shania Twain, pubblicato nel 2005 ed estratto dall'album Greatest Hits.

## Tracce
- CD (UK)

1. I Ain't No Quitter - 3:30
2. Whose Bed Have Your Boots Been Under? (Live) - 4:27
3. I Ain't Going Down (Live) - 4:01
4. Enhanced: I Ain't No Quitter - Music Video

## Video
Il videoclip della canzone è stato girato in Messico ed è stato diretto da Wayne Isham.